# Pedro Puech-Leão
Pedro Puech-Leão (São Paulo, 1 de agosto de 1952) é um médico e escritor. É professor titular de Cirurgia Vascular e Endovascular da Faculdade de Medicina da Universidade de São Paulo.
Pioneiro da cirurgia endovascular no Brasil, foi o primeiro no país a realizar a correção de um aneurisma da aorta por técnica endovascular, e criou uma variante técnica reconhecida mundialmente.
Publicou mais de 80 pesquisas em revistas médicas no Brasil e no exterior.
Promoveu, na cidade de São Paulo, o primeiro programa de detecção de aneurismas da aorta, que permitiu conhecer a prevalência dessa doença entre os brasileiros

## Prêmio
Recebeu o Prêmio Alexis Carrel, outorgado pela Sociedade Brasileira de Angiologia e Cirurgia Vascular

## Livros publicados

### Técnicos
- Puech-Leão, P, KAUFFMAN, Paulo

INTERFACES DA ANGIOLOGIA E CIRURGIA VASCULAR. São Paulo: Editora Roca Ltda, 2002, v.1. p. 463.
- Puech-Leão, P, KAUFFMAN, Paulo

ANEURISMAS ARTERIAIS. Sao Paulo: Fundo Editorial Bik, 1998, v.1. p. 282.
- Puech-Leão, P, WOLOSKER, Nelson

MANUAL DE CIRURGIA ENDOVASCULAR. SAO PAULO: PLW Editora, 2007, v.1. p. 165.
- Aun R, Puech-Leão P

FUNDAMENTOS DE CIRURGIA VASCULAR E ANGIOLOGIA: LEMOS EDITORIAL, 2002 189pp.

### De ficção
- A Carta de Ragusa. 2001, Editora Mantiqueira.
- O Unitário - A história de um médico perseguido pela inquisição. 2009, Editora Rocco (selecionado para o PNBE 2011 - Programa Nacional de Biblioteca Escola).